# Pałykawickija Chutary
Pałykawickija Chutary (biał. Палыкавіцкія Хутары; ros. Полыковичские Хуторы) – osiedle na Białorusi, w obwodzie mohylewskim, w rejonie mohylewskim, w sielsowiecie Pałykawiczy.
Pałykawickija Chutary położone są pomiędzy linią kolejową Orsza – Mohylew a drogą republikańską R76. Znajduje tu się przystanek kolejowy Pałykawickija Chutary.